# ココラシカ
ココラシカは、日本のギターレス3ピースバンド。
“おしゃれなバンド名を”という中で見つけたブランデーベースのカクテル“ニコラシカ”。最初の一文字を「コ」にすると、メンバーの名前、こうき・こた・らなの頭文字になることに気づいて、『ココラシカ』に決定。
“1杯の酔える音楽を” をテーマにギターレスの3ピースだからこそ表現できる音楽を追求し高校在学中にインスタグラムのフォロワーが4万人を超え話題に。現在インディーズにて活動中。

## 経歴
2021年
- 8月16日、都立鷺宮高校軽音楽部で出会い新入生こうきを中心に結成。同年12月下北沢MOSAiCにて初のライブ。

2022年
- 3月 Tokyo Music Rise 2022 spring 優勝。
- 5月 J-WAVE SONAR MUSIC「SONAR To THE NEXT」にピックアップされる。
- 7月 TEENS ROCK in TOKYO(東京予選)出場、高校生ライブ「MUSIC DAYS」東京大会 では最優秀賞を受賞。
- 8月 東京都高等学校軽音楽連盟夏大会奨励賞を受賞。同月、東京都高等学校軽音楽コンテスト 関東大会グランプリ並びに、らな（Ba.）がベストプレイヤー賞受賞。
- 10月 高校生ライブ「MUSIC DAYS」ファイナル 優秀賞。
- 11月 ハイスクールジャムロック(日本最大級高校生フェス) に出演。

2023年
- 3月 フジテレビ「BUZZシンガー」にこうき（Vo.）出演。
- 5月 MiMiNOKOROCK FESに出演。
- 7月 TEENS ROCK in TOKYO(東京予選)出場 。
- 8月 東京都高等学校軽音楽コンテスト 連盟夏大会奨励賞を受賞。同月、初の自主企画イベント、ココラシカpre.「またね」(下北沢MOSAiC) を開催。同時にEP「Sign」を初配信リリース(8/15ライブ会場にて100枚限定CD販売)
- 9月「from00」(00年代生まれによる、00年代を代表する音楽プロジェクト)に加入。
- 10月 from00 feat. ココラシカ 『恋よ、踊り出せ』[1]を配信にてリリース。

2024年
- 4月19日　自主企画 ココラシカpre.「NEW CHAPTER IS」(Shibuya Milkyway)を開催。 共演にSUKISHA, HALLEY, luvを迎え超満員となった。
- 7月31日　1st Digital Single「最後の花火」[2]リリース。 本楽曲はプロデューサーに「いきものがかり」、「緑黄色社会」、「GREEEN」など手掛ける横山裕章を迎え、ミュージックビデオには「義母と娘のブルース」など数多くのドラマに出演し、この夏に公開のディズニー&ピクサー最新作「インサイド・ヘッド2」の主役、ライリーの声優を務めるなど活躍中の横溝菜帆が出演、話題となっている。
- 9月15日　自主企画「Summer Endroll」を開催。対バンにluvis、えんぷていを迎えた。
- 9月20日　2nd Digital Single「溶けないで」リリース。プロデューサーにはSEKAI NO OWARI、ゆず、Official髭男dismを手掛けた保本真吾を迎えた。
- 10月13日　FM802 MINAMI WHEEL 2024への出演が決定している。（会場は心斎橋Clapper）
- 10月25日　桜李祭 -EVE ROCK FES- (at 桜美林大学)に出演。
- 11月3日　かまた祭 (at 日本工学院)に出演。
- 11月4日　3rd Digital Single「花瓶」のリリース決定。本楽曲は、読売テレビで新設のドラマ枠「ドラマDiVE＋」にて、11月4日放送開始『未成年～未熟な俺たちは不器用に進行中～』のED主題歌として書き下ろされた。ココラシカ初のドラマタイアップとなる。
- 11月1日　ココラシカ初となるワンマンライブ「三原色」がSpotify O-Crestにて開催決定。
- 11月5~7日　TIMM (東京国際ミュージック・マーケット)の3日目「ASIA DAY」へ出演
- 11月12日　3rd Digital Single「花瓶」配信開始
- 11月25日　「花瓶」[3]MV公開。ミュージックビデオには「仮面ライダーガッチャード」(主人公・一ノ瀬宝太郎 / ガッチャード)や、11月放送開始『未成年～未熟な俺たちは不器用に進行中～』(主演・水無瀬仁 役)に出演し話題となっている本島純政が出演。

2025年
- 2月5日　4th Digital Single「Q」リリース。サウンドプロデューサーには東京2020パラリンピック開会式音楽担当、映画「ザ・ファブル」劇中音楽をはじめ、中村佳穂、Mrs. GREEN APPLE、Omoinotake、TOMOO、長谷川白紙、King & Princeなどを担当した小西遼を迎えている。
- 3月20日　初のワンマンライブ「三原色」をSpotify O-Crestにて開催。フォーライフミュージックエンタテイメントよりメジャーデビューすることが発表された。5月1日 Major Debut Single「手のひらで踊らせて」、5月8日「ごめんね」と2週連続でのリリースが決定している。また5月21日には自身初の1st Mini Album「Freedom」がCDと配信にて同時リリースされることが発表された。

## メンバー
| 名前   | 担当                 | 生年月日       |
| ------ | -------------------- | -------------- |
| こうき | ボーカル、キーボード | 2005年11月14日 |
| こた   | ドラム               | 2005年5月11日  |
| らな   | ベース               | 2005年11月9日  |

## ディスコグラフィ

### EP
|    | 収録曲                                     |
| -- | ------------------------------------------ |
| M1 | Sign（Instrumental）                       |
| M2 | Signpost                                   |
| M3 | 占い師                                     |
| M4 | 三つ葉のクローバー                         |
| M5 | 言葉に詰まる                               |
| M6 | 拳（ボーナストラック・音楽配信では未収録） |

### 配信シングル
| 枚  | 発売日         | タイトル   |
| --- | -------------- | ---------- |
| 1st | 2024年7月31日  | 最後の花火 |
| 2nd | 2024年9月20日  | 溶けないで |
| 3rd | 2024年11月12日 | 花瓶       |
| 4th | 2025年2月5日   | Q          |

| 枚  | 発売日       | タイトル           |
| --- | ------------ | ------------------ |
| 1st | 2025年5月1日 | 手のひらで踊らせて |
| 2nd | 2025年5月8日 | ごめんね           |

### 参加作品
| 発売日        | タイトル       | アーティスト           | 形態           |
| ------------- | -------------- | ---------------------- | -------------- |
| 2023年10月4日 | 恋よ、踊り出せ | from00 feat.ココラシカ | Digital Single |

### ミュージックビデオ
| 公開日         | タイトル       |
| -------------- | -------------- |
| 2023年10月4日  | 恋よ、踊り出せ |
| 2024年7月31日  | 最後の花火     |
| 2024年9月20日  | 溶けないで     |
| 2024年11月25日 | 花瓶           |
| 2025年2月5日   | Q              |

## タイアップ一覧
| 使用年 | 曲名 | タイアップ                                                                        |
| ------ | ---- | --------------------------------------------------------------------------------- |
| 2024年 | 花瓶 | 読売テレビドラマDiVE+『未成年〜未熟な俺たちは不器用に進行中〜』エンディング主題歌 |

## 受賞歴
| 受賞歴 | 受賞歴 | 受賞歴                                                                                 |
| ------ | ------ | -------------------------------------------------------------------------------------- |
| 2022年 | 3月    | Tokyo Music Rise 2022 spring 優勝                                                      |
|        | 7月    | 高校生ライブ「MUSIC DAYS」東京大会 最優秀賞                                            |
|        | 8月    | 東京都高等学校軽音楽コンテスト 関東大会グランプリ並びに、らな（Ba.）ベストプレイヤー賞 |
|        | 10月   | 高校生ライブ「MUSIC DAYS」ファイナル 優秀賞                                            |
| 2023年 | 8月    | 東京都高等学校軽音楽連盟夏大会 奨励賞                                                  |